# Minerve (1934)
Minerve (Q185/P26) var den första ubåten i Minerve-klassen i den franska flottan. Hon togs i bruk 1936 och tjänstgjorde under andra världskriget i de fria franska styrkorna och förliste i slutet av 1945.

## Historia
Minerve byggdes i Arsenal de Cherbourg, kölsträcktes den 17 augusti 1931, sjösattes den 23 oktober 1934 och togs i bruk den 15 september 1936 i 2e Escadrille des Sous-Marins ("2:a ubåtsskvadronen") för tjänstgöring i Atlanten.
I augusti 1939 var hon baserad i Oran och i november 1939 avdelades hon för att utföra övervakning runt Kanarieöarna. Mellan februari och maj 1940 agerade Minerve eskort åt sju konvojer mellan Gibraltar och Liverpool.
När tyskarna invaderade Frankrike den 10 maj 1940 låg hon upplagd för underhåll, så den 18 juni 1940 lämnade Minerve, under befäl av löjtnant de Vaisseau Bazin Brest bogserad av bogserbåten Zeelew. Hon åtföljdes av sitt systerfartyg Junon som bogserades av Nessus, och eskorterades av patrullfartygen Pessac och Sauternes. Utanför Ushant fick de sällskap av jagaren HMS Broke och anlände till Plymouth den 20:e.
Den 3 juli 1940 bordades Minerve (tillsammans med alla andra franska marinfartyg i brittiska hamnar) av Royal Navy-trupper som en del av Operation Catapult, och besättningen internerades.
Minerve överfördes till de fria franska flottstyrkornas kontroll i september 1940 och fick numret P26. Hon togs åter i tjänst i januari 1941 under befäl av löjtnant de Vaisseau Pierre Sonneville och medan hon var baserad i Dundee utförde hon patruller runt Skottlands kust, i Nordsjön och Atlanten.
Den 19 april 1941 anföll Minerve den norska oljetankern Tiger utanför Egersund i Norge. Båda torpederna missade och ubåten fick vissa skador av sjunkbomber från eskorterande tyska jagare, men lyckades undkomma. I april 1942 var hon en del av täckstyrkan som eskorterade konvoj PQ 15 till Murmansk.
Den 10 oktober 1943, under en patrullering av de västra inloppen från Plymouth, dök Minerve upp för att utföra reparationer på en dieselmotor när hon befann sig cirka 300 nautiska mil väster om Brest. Hon attackerades av misstag med raketer av en B-24 Liberator från RAF Coastal Command. Två besättningsmän dödades och två skadades, och ubåtens skrov skadades svårt, men hon lyckades återvända till Storbritannien eskorterad av jagaren HMS Wensleydale.
Den 19 september 1945 bogserades Minerve till Frankrike, men bröt sig loss i hårt väder och förliste vid Portland Bill.